# Andrzej Saramonowicz
Andrzej Bogdan Saramonowicz (Varsavia, 23 febbraio 1965) è uno scrittore, giornalista, regista e produttore cinematografico polacco.
Studiò la storia all'università di Varsavia prima di dedicarsi al giornalismo. Lavorò per alcune delle maggiori riviste della stampa polacca, fra le quali Gazeta Wyborcza, Viva!, e Przekrój. In seguito scrisse una serie di scenari tra i quali i maggiori successi cinematografici dell'ultimo decennio. I suoi lungometraggi Testosteron, Lejdis e Idealny facet dla mojej dziewczyny, messi insieme, raggiunsero un totale di 4,6 milioni di spettatori, cioè un quarto di tutte le entrate al cinema in questo periodo.

## Biografia

### Gli inizi
Nel 2000 iniziò una collaborazione artistica con Tomasz Konecki, il cui primo prodotto fu il film Pół serio ("semiserio"), basato sul programma televisivo culturale eponimo. Pół serio fu la rivelazione dell'edizione 2000 del Festival del Cinema di Gdynia e valse a Saramonowicz il Premio speciale della giuria per la sua sceneggiatura. Nel 2002 scrisse l'opera teatrale Testosteron, che incontrò un successo immediato e fu interpretato in Slovacchia, Bulgaria, Repubblica Ceca, Estonia e Turchia, oltre a tenere il cartellone per più di 8 anni in Polonia. Nel 2003, il duo Saramonowicz/Konecki fece uscire il progetto seguente, intitolato Ciało ("il corpo"). Scritto interamente da Saramonowicz e co-diretto con Konecki, Ciało è un successo critico e commerciale. Alla cerimonia di premiazione della rivista Film ottiene il primo premio (Złote Kaczki), che lo incorona migliore produzione del 2003.
Nel 2005, accanto a sua moglie (Malgorzata Saramonowicz, autore), fonda una serie televisiva drammatica, Tango z aniołem ("Tango con un angelo"), mix di thriller, melodramma e soprannaturale. Malgrado fosse salutato dalla critica come una delle trasmissioni più interessanti della televisione polacca negli ultimi anni, solo 25 dei previsti 50 episodi furono mandati in onda (da agosto 2005 a gennaio 2006).

### I grandi successi
Nel 2007 esce il film Testosteron, l'adattamento cinematografico della sua opera teatrale. Testosteron fu un hit immediato (1,4 milioni di spettatori) e fu la sensazione del Festival del cinema di Gdynia 2007. Seguirono i lungometraggi Lejdis (2,5 milioni di spettatori), che ebbe un notevole impatto sociale in Polonia - soprattutto nella sua rappresentazione dell'odierna psiche femminile polacca - e Idealny facet dla mojej dziewczyny(700.000 spettatori) che tratta dell'importanza della Chiesa cattolica in Polonia e dello stato del femminismo polacco. Nel 2010, Andrzej Saramonowicz firmò un contratto per due films con la Warner Bros. Polska. Il primo, Jak się pozbyć cellulitu ("come sbarazzarsi della cellulite") è uscito nel febbraio 2011. Il secondo film, il cui script fu scritto durante un soggiorno di Saramonowicz in Toscana, non sarà filmato a causa di una contesa con la Warner Bros.

## Filmografia

### Regista
- Ciało (2003)
- Testosteron (2007)
- Jak się pozbyć cellulitu (2011)
- Bejbis (2022)

### Sceneggiatore
- Rodziców nie ma w domu (1997-1998)
- 13 posterunek (1998)
- Pół serio (2000)
- Ciało (2003)
- Tango z aniołem (2005-2006)
- Testosteron (2007)
- Lejdis (2007)
- Idealny facet dla mojej dziewczyny (2009)
- Jak się pozbyć cellulitu (2011)
- Bejbis (2022)

### Produttore
- Lejdis (2007)
- Idealny facet dla mojej dziewczyny (2009)
- Jak się pozbyć cellulitu (2011)